# Paratyfus
Paratyfus (niet te verwarren met vlektyfus) is een darminfectie met bacteriën van de soort Salmonella paratyphi type A, B of C. Paratyfus wordt praktisch alleen verspreid door consumptie van water en/of voedsel dat besmet is met faeces of urine van patiënten of dragers. Het zijn pathogenen die efficiënt de darmwand passeren en het mononucleair fagocytosesysteem kunnen infecteren. Na de darm infecteren de bacteriën vaak de rest van het lichaam via de bloedbaan. Paratyfus is zeer verwant aan buiktyfus.
Paratyfus wordt overgedragen door het eten of drinken van met deze bacteriën besmet voedsel of water. Het komt op dat voedsel of in dat water terecht door besmetting met fecaliën van (menselijke of dierlijke) dragers van de bacterie. Vanuit de darm kan de bacterie zich ook verder in het lichaam verspreiden. Symptomen zijn buikpijn, hoge koorts, hoofdpijn, algemeen ziek voelen. Diarree komt weleens voor, maar verstopping ook.
Diagnostiek is mogelijk door isolatie uit een bloedkweek of uit de feces. Bij een eenmalige kweek is de kans op een fout-negatieve uitslag vrij hoog, circa 30-40%.
Behandeling van paratyfus gebeurt met antibiotica, eventueel intraveneus. De bloedkweken kunnen dagen na begin van de behandeling nog positief blijven en ook de koorts gaat vaak pas na een week zakken.
Paratyfus kan worden voorkomen door in niet-Westerse landen met een warm of tropisch klimaat enkel water uit nog verzegelde flessen te drinken. Drinkwater uit de kraan is bijna altijd besmet. De lokale bewoners hebben weerstand tegen deze ziekte opgebouwd en kunnen dus vaak wel kraanwater drinken zonder hier ziek van te worden. Rauw voedsel, zoals groente en fruit, dat met kraanwater is afgespoeld, kan ook besmet zijn.
Besmettelijkheid treedt op van voor het uitbreken van symptomen tot enkele weken daarna, maar ook langere perioden zijn beschreven.

## In Nederland
Paratyfus is een meldingsplichtige infectieziekte groep B2. In Nederland worden circa twaalf gevallen per jaar gemeld, de meeste zijn geïmporteerd. Er bestaat waarschijnlijk wel een aanzienlijke onderrapportage.